# Ісая Відлюдник
Ісая Відлюдник (? – 11 серпня 491 року), також відомий як Ісая з Гази, Ісая Відлюдник, Абба Ісая, або, можливо, також Ісая зі Скіти. Християнський аскет і чернечий письменник, відомим із висловлювань отців пустелі» та різних палестинських міафізитських джерел. Канонізований як святий Коптською Православною Церквою з вшануванням у 11-й день місяця Абіб (Епіп) за коптським календарем.
Твір Ісаї «Про охорону інтелекту» можна знайти у «Філіокалії».

## Біографія
Ісая Відлюдник жив аскетом на горі в Єгипті, а потім переїхав до Палестини.
Хоча був активним у Газі (як його цитував Варсануфій з Гази), Ісая був представником єгипетського чернецтва, яке розвинулося у IV столітті у пустельних Келліях (келіях) Скет, де він спочатку був ченцем. Жив у Єгипті на початку 400-х років.
Значна частина творів Ісаї була повчальною для ченців і самітників. Збереглося дуже мало з них, оскільки більшість були знищені мусульманами.
Ісая також мав вплив на поширення християнства у Палестині.
Помер як відлюдник у монастирі поблизу Гази 11 серпня 491 року.  

## Писання
Багато творів Ісаї втрачено. «Аскетикон», збірка з близько 30 промов про християнський аскетизм, була особливо популярна в східно-православній чернечі традиції і збереглася у багатьох перекладах на сирійську (VI століття), коптську (VI століття), ефіопську (VIII століття, переклад з коптської мови), вірменську (VIII століття), арабську та грузинську (з неї збереглися лише логоси 3, 7, 23 і 27) мови. Сирійська версія його «Аскетикону», яка є лише частковим перекладом оригінального грецького тексту, була перекладена французькою мовою.
Уривки з його творів також увійшли до «Філіокалії».

## Ісая Скитський
Деякі вчені припускають, що Ісая з Гази та Ісая зі Скіти були насправді двома різними людьми, причому "Аскетікон" вперше написав Ісая з Скити (пом. на початку V століття), а пізніше відредагував Ісая з Гази (пом. 491 року).

## Подальше читання
- Хрисавгіс, Джон. «Авва Ісая Скитський: аспекти духовного спрямування», Studia Patristica 35 (2001): 32–40.
- Чітті, Дервас Дж. «Авва Ісая». Журнал богословських студій ns 22 (1971): 47–72.
- Реньо, Люсьєн. «Isaïe de Scété ou de Gaza». In Dictionnaire de spiritualité ascétique et mystique: doctrine et histoire, 7:2083–2095. Париж: G. Beauchesne et ses fils, 1932–1995.
- Реньо, Люсьєн. «Ісаї де Скете чи Газа? Зверніть увагу на критику en marge d'une introduction au problem iasïen." Revue d'ascétique et mystique 46 (1970): 33–44.